# Вашингтон (окръг, Айова)
Вижте пояснителната страница за други населени места с името Вашингтон.
Окръг Вашингтон (на английски: Washington County) е окръг в щата Айова, Съединени американски щати. Площта му е 1473 квадратни километра, а населението – 21 704 души (по преброяване от април 2010 г.). Административен център е град Вашингтон.